# Conte di Lennox
Il conte o mormaer di Lennox era il sovrano del distretto di Lennox, nella Scozia occidentale. 

## Antichi conti

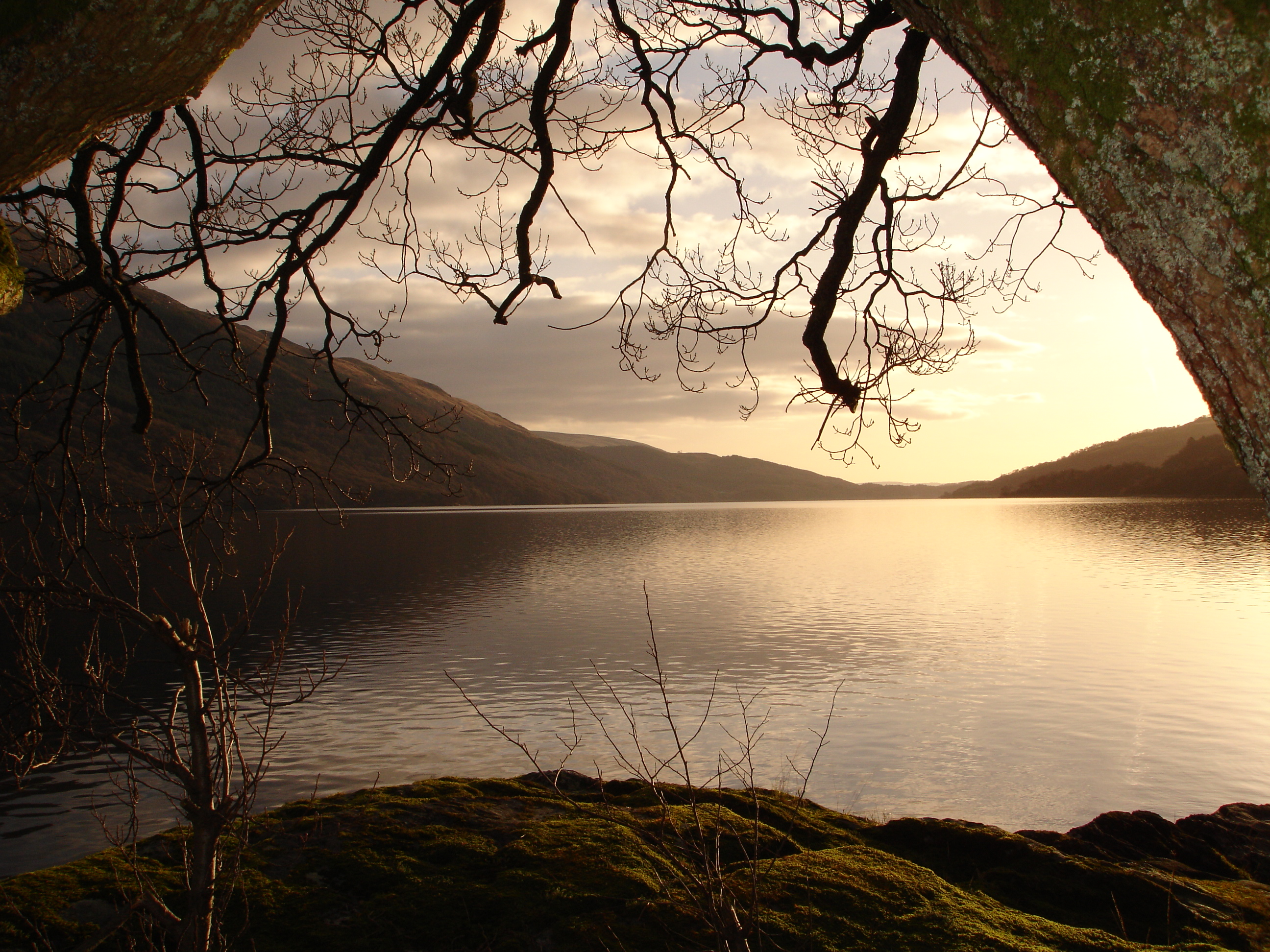
Loch Lomond, il cuore del Lennox

Il primo conte registrato è Ailin I, noto anche come 'Alwin'. Tradizionalmente si dice che sia stato creato conte di Lennox dal re Malcolm IV di Scozia nel 1154, ma è probabilmente una data prematura. La contea può essere stata infatti creata verso la fine del dodicesimo secolo dal re Guglielmo il Leone per suo fratello Davide, e dopo che questi ottenne il titolo maggiore di conte di Huntingdon, rinunciò alla contea di Lennox che passò ad Ailin.
La parentela e l'ambiente del conte Ailin sono sconosciuti. La sua linea come conti di Lennox continuò fino all'epoca del conte Duncan nel XV secolo. La figlia di Duncan Isabella sposò Murdoch, figlio di Roberto, duca di Albany. Duncan sperava che questo matrimonio avrebbe migliorato le prospettive della famiglia, ma in realtà sarebbe stata la loro rovina. Il duca Roberto aveva infamemente assassinato Davide, l'erede al trono, e quando il fratello di Davide, Giacomo, diventò re, risultò nella vendetta: quasi l'intera famiglia fu giustiziata, incluso il conte Duncan, nonostante il fatto che non avesse avuto alcuna parte nell'omicidio.
Isabella fu imprigionata nel castello di Tantallon, ma sfuggì all'esecuzione e succedette a suo padre come contessa di Lennox. Tutti e quattro i suoi figli morirono nel corso della sua vita: due per mezzo del castigo di re Giacomo e due di cause naturali. Ebbe diversi nipoti, ma nessuno di loro era legittimo, e la contea si estinse quindi con lei intorno all'anno 1457.

## Conti Stewart

Stemma dei conti e duchi Stewart di Lennox

Nel 1473 la contea fu reclamata da Sir John Stewart di Darnley, che era nipote di Elizabeth Lennox, figlia del conte Duncan e sorella contessa Isabella. Nel 1565 il suo bis-bis-bisnipote Enrico Stuart, Lord Darnley sposò Maria, regina di Scozia. Sarebbe stato ucciso a Kirk o' Field in 1567, e quindi alla morte di suo padre Matthew, la contea di Lennox passò a Giacomo, figlio di Enrico e Maria. Giacomo sarebbe diventato re di Scozia pochi mesi dopo, ed il titolo, di conseguenza funto con la Corona.
Nel 1572, la contea fu conferita allo zio di re Giacomo, Charles. Non gode a lungo del titolo, perché morì quattro anni dopo, all'età di ventun anni. Fu poi concesso al prozio del re, Robert nel 1578. Questo Robert, descritto come un "uomo semplice e di poca azione" fu persuaso a scambiare la contea di Lennox per la contea di March, in modo che il re potesse dare il precedente titolo al suo amico e cugino Esmé. Nel 1581, la contea di Esmé fu elevata a ducato, e questa linea continuò come duchi di Lennox fino a che suo bisnipote Charles, morì senza figli nel 1672 dopo essere annegato a Helsingør mentre era in missione diplomatica presso il governo danese
Nel 1675, il ducato di Lennox fu conferito a Charles, figlio illegittimo di re Carlo II, insieme a quello inglese di duca di Richmond ed altri diversi titoli. Tuttavia, in seguito avrebbe venduto le sue terre nel Lennox al duca di Montrose, nel senso che divenne duca di Lennox solo nel nome. Questa linea sopravvive oggi ed è attualmente guidata da un altro Charles. Nonostante siano Stewart, utilizzarono "Lennox" come cognome, che cambiò in "Gordon-Lennox" nel XIX secolo dopo che il quarto duca sposò lady Charlotte Gordon, sorella ed erede di V duca di Gordon.